# Luc Bourdon
Joseph Luc Bourdon (* 16. Februar 1987 in Shippagan, New Brunswick; † 29. Mai 2008 in Lamèque, New Brunswick) war ein kanadischer Eishockeyspieler. Während seiner Karriere bestritt er zwischen 2006 und 2008 36 Spiele für die Vancouver Canucks in der National Hockey League sowie 52 Partien für deren Farmteam, die Manitoba Moose, in der American Hockey League.

## Karriere
Bourdon, der in seiner Kindheit mit Arthritis zu kämpfen hatte, spielte als 15-Jähriger zunächst bei den Miramichi Rae’s Yamaha Rivermen in der New Brunswick Midget Hockey League. Im Sommer 2003 wählten ihn die Foreurs de Val-d’Or an dritter Gesamtposition im Draft der Ligue de hockey junior majeur du Québec aus. Gleich zu Beginn der Saison 2003/04 stand der Verteidiger im Kader der Foreurs und absolvierte 64 Partien, in denen ihm acht Scorerpunkte gelangen. In der folgenden Saison vervierfachte er seine Punktausbeute. Seine Leistungen in der Offensive und Defensive führten schließlich dazu, dass er im NHL Entry Draft 2005 in der ersten Runde als zehnter Spieler von den Vancouver Canucks ausgewählt wurde. Bourdon nahm im folgenden Herbst auch am Trainingscamp der Canucks teil, wurde aber zur weiteren Entwicklung zurück in die QMJHL geschickt. Dort begann der Kanadier die Saison wieder in Val-d’Or und steuerte in den ersten 20 Spielen 20 Punkte bei. Am 4. Januar 2006 wurde er jedoch zum Ligakonkurrenten Moncton Wildcats transferiert, die in diesem Jahr den Memorial Cup ausrichteten. Bourdon zog sich jedoch kurz nach dem Wechsel eine schwere Verletzung zu. Er brach sich das Wadenbein und zog sich zudem mehrere Stauchungen sowie Bänderrisse zu. Erst für die Playoffs meldete er sich wieder fit und gewann mit den Wildcats die Coupe du Président.

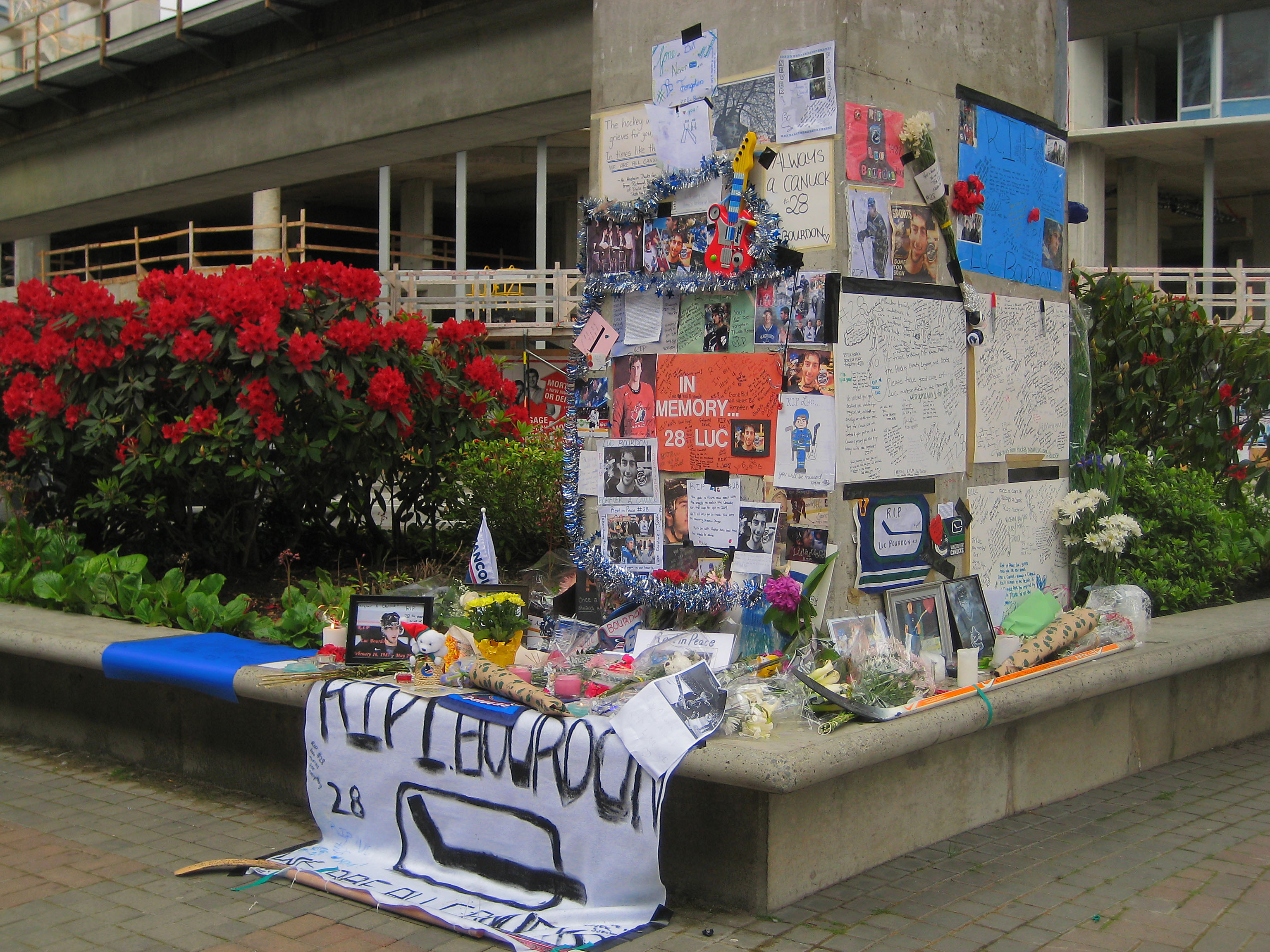
Gedenkstätte am damaligen General Motors Place in Vancouver

Die Saison 2006/07 begann Bourdon schließlich nach guten Leistungen im Trainingslager bei den Vancouver Canucks in der National Hockey League. Diese hatten ihm im Mai 2006 einen Dreijahresvertrag angeboten. Nach neun Spielen zu Saisonbeginn wurde er jedoch zurück nach Moncton geschickt, ehe ihn diese am 8. Januar 2007 zu den Cape Breton Screaming Eagles transferierten. Der Verteidiger beendete seine letzte QMJHL-Saison dort und stieß in den Playoffs der American Hockey League zu den Manitoba Moose. Diese waren das Farmteam der Canucks. Nachdem es der Abwehrspieler im Herbst 2007 verpasst hatte, einen Platz im Kader Vancouvers zu erhalten, begann er die Saison 2007/08 mit den Moose. Im November spielte er dann für die Canucks in der NHL. Am 16. November erzielte er bei einem 6:2-Sieg gegen die Minnesota Wild in einem Überzahlspiel sein erstes NHL-Tor. Er wurde zwar zwischenzeitlich zu den Manitoba Moose zurückgeschickt, doch Ende Januar schaffte der Verteidiger den erneuten Sprung in die NHL und erkämpfte sich bis zum Saisonende einen Stammplatz bei den Canucks.
Am 29. Mai 2008 verstarb Bourdon bei einem Motorradunfall in der Nähe seiner Heimatstadt.

### International
Bourdon vertrat sein Heimatland insgesamt dreimal bei internationalen Turnieren. Erstmals spielte er bei der U18-Junioren-Weltmeisterschaft 2005, wo er mit der Mannschaft die Silbermedaille gewann. Zudem wurde er als bester Verteidiger des Turniers ausgezeichnet. Im folgenden Jahr gewann er bei der U20-Junioren-Weltmeisterschaft die Goldmedaille und erhielt zudem eine Nominierung in das All-Star-Team des Turniers. Den Medaillengewinn wiederholten die Kanadier mit Bourdon im folgenden Jahr.

## Erfolge und Auszeichnungen
- 2005 CHL Top Prospects Game
- 2006 Coupe-du-Président-Gewinn mit den Moncton Wildcats

### International
| - 2005 Silbermedaille bei der U18-Junioren-Weltmeisterschaft - 2005 Bester Verteidiger der U18-Junioren-Weltmeisterschaft - 2006 Goldmedaille bei der U20-Junioren-Weltmeisterschaft | - 2006 All-Star-Team der U20-Junioren-Weltmeisterschaft - 2007 Goldmedaille bei der U20-Junioren-Weltmeisterschaft |

## Karrierestatistik

### International
Vertrat Kanada bei:
- U18-Junioren-Weltmeisterschaft 2005
- U20-Junioren-Weltmeisterschaft 2006
- U20-Junioren-Weltmeisterschaft 2007

(Legende zur Spielerstatistik: Sp oder GP = absolvierte Spiele; T oder G = erzielte Tore; V oder A = erzielte Assists; Pkt oder Pts = erzielte Scorerpunkte; SM oder PIM = erhaltene Strafminuten; +/− = Plus/Minus-Bilanz; PP = erzielte Überzahltore; SH = erzielte Unterzahltore; GW = erzielte Siegtore; 1 Play-downs/Relegation; Kursiv: Statistik nicht vollständig)